# リチャード・カフイ
リチャード・カフイ（Richard Kahui 1985年6月9日 - ）は、スーパーラグビーフォースに所属するラグビーユニオン選手。

## 人物
- 1985年6月9日、トコロアで生まれる。
- 身長190cm、体重102kg。
- ポジションはセンター(CTB)。
- ニックネームはKacks。

## キャリア
フォレスト・ビュー・ハイスクール卒業、ハイスクール在学中の2001年に16歳以下ラグビーニュージーランド代表に、2002年に17歳以下代表に選出される。ワイカト工科大学(Waikato Institute of Technology)に進学、2003年、19歳以下代表に選出される。
2004年、2年連続で19歳以下代表に選出、同年、ニュージーランド州代表選手権(現ITM CUP)のワイカト州代表チームに入り、ノースランド戦でデビュー。2005年、21歳以下代表に選出される。
2006年、2年連続で21歳以下代表に選出、同年、スーパー14(現スーパーラグビー)のハイランダーズに入り、チーターズ戦でデビュー。さらにニュージーランドマオリに選出される。この年のエアニュージーランドカップで最多トライ、ベストプレイヤー賞(2006 steinlager award for the Air New Zealand Cup's best player)を受賞。
2007年、ハイランダーズからチーフスへ移籍。2008年、オールブラックスに初選出、6月21日のイングランド戦で代表デビュー。同年のオーストラリア戦ではウィングとして出場する。
2011年、ラグビーワールドカップ2011にニュージーランド代表として出場して優勝する。
2013年、トップリーグの東芝ブレイブルーパス(現・東芝ブレイブルーパス東京)に加入。同年12月1日に行われたジャパンラグビートップリーグ2ndステージ第1節のトヨタ自動車ヴェルブリッツ戦にて途中出場で日本での公式戦初出場を果たす。
2017年、東芝ブレイブルーパスの主将に就任した。
2020年7月、フォースに加入。同年9月、東芝ブレイブルーパスを退団した。

## リンク
- Richard Kahui Western Force
- Waikato rugby union Profile
- Chiefs Profile
- Richard Kahui Rugby Union
- All Blacks ID=1076